# Sanasomboon
Sanasomboon hay Sanasomboun là một huyện (muang, mường)  thuộc tỉnh Champasack ở hạ Lào.